# Wilier Triestina-Southeast/2016
Deze pagina geeft een overzicht van de Wilier Triestina-Southeast wielerploeg in 2016.

## Algemeen
Algemeen manager: Angelo Citracca
Ploegleiders: Luca Amoriello, Giuseppe Di Fresco, Andrea Bardelli, Serge Parsani, Mirko Rossato, Luca Scinto, Marco Vallante
Fietsmerk: Wilier Triestina

## Transfers
| Inkomend           | Team 2015                         | Uitgaand            | Team 2016                   |
| ------------------ | --------------------------------- | ------------------- | --------------------------- |
| Filippo Pozzato    | Lampre-Merida                     | Giorgio Cecchinel   | Androni Giocattoli-Sidermec |
| Enrique Sanz       | Movistar Team                     | Francesco Gavazzi   | Androni Giocattoli-Sidermec |
| Daniel Martínez    | Team Colombia                     | Simone Ponzi        | CCC Sprandi Polkowice       |
| Cristián Rodríguez | Caja Rural-Seguros RGA (Amateur)  | Mauro Finetto       | Unieuro Wilier              |
| Gilbert Ducournau  | Onbekend                          | Luca Wackermann     | Nasr Dubai                  |
| Mirko Trosino      | G.S. Mastromarco-Chianti Sensi    | Elia Favilli        | Meridiana Kamen Team        |
| Julen Amezqueta    | Café Baqué-Conservas Campos+Stage | Alessandro Petacchi | Gestopt                     |
| Matteo Draperi     | U.C.Monaco                        | Jonathan Monsalve   | Onbekend                    |
|                    |                                   | Ramón Carretero     | Onbekend                    |
|                    |                                   | Rafael Andriato     | Onbekend                    |

## Renners
| Naam               | Geboortedatum | Nationaliteit | Ploeg 2015                        |
| ------------------ | ------------- | ------------- | --------------------------------- |
| Julen Amezqueta    | 12-08-1993    | Spanje        | Café Baqué-Conservas Campos+Stage |
| Manuel Belletti    | 14-10-1985    | Italië        |                                   |
| Liam Bertazzo      | 17-02-1992    | Italië        |                                   |
| Matteo Busato      | 20-12-1987    | Italië        |                                   |
| Samuele Conti      | 14-09-1991    | Italië        |                                   |
| Andrea Dal Col     | 30-04-1991    | Italië        |                                   |
| Matteo Draperi     | 17-01-1991    | Italië        | U.C.Monaco                        |
| Gilbert Ducournau  | 25-09-1992    | Venezuela     | Onbekend                          |
| Andrea Fedi        | 29-05-1991    | Italië        |                                   |
| Giuseppe Fonzi     | 02-08-1991    | Italië        |                                   |
| Tomás Gil          | 23-05-1977    | Venezuela     |                                   |
| Jakub Mareczko     | 30-04-1994    | Italië        |                                   |
| Daniel Martínez    | 25-04-1996    | Colombia      | Team Colombia                     |
| Filippo Pozzato    | 10-09-1981    | Italië        | Omega Pharma-Quick Step           |
| Cristián Rodríguez | 03-03-1995    | Spanje        | Caja Rural-Seguros RGA (Amateur)  |
| Enrique Sanz       | 11-09-1989    | Italië        | Movistar Team                     |
| Mirko Tedeschi     | 05-01-1989    | Italië        |                                   |
| Mirko Trosino      | 19-10-1992    | Italië        | G.S. Mastromarco-Chianti Sensi    |
| (ITT) Eugert Zhupa | 04-04-1990    | Albanië       |                                   |

## Overwinningen
Ronde van San Luis
7e etappe: Jakub Mareczko
Trofeo Laigueglia
Winnaar: Andrea Fedi
Ronde van Langkawi
6e etappe: Jakub Mareczko
Internationale Wielerweek
1e etappe deel A: Manuel Belletti
3e etappe: Jakub Mareczko
Ronde van Turkije
5e etappe: Jakub Mareczko
8e etappe: Jakub Mareczko
Nationale kampioenschappen wielrennen
Albanië - tijdrit: Eugert Zhupa
Albanië - wegrit: Eugert Zhupa
Balkan Elite Road Classics
Winnaar: Eugert Zhupa
Ronde van het Qinghaimeer
2e etappe: Jakub Mareczko
11e etappe: Jakub Mareczko
13e etappe: Jakub Mareczko
Ronde van Hainan
1e etappe: Rafael Andriato
Ronde van Yancheng Coastal Wetlands
Winnaar: Jakub Mareczko
Ronde van het Taihu-meer
1e etappe: Jakub Mareczko
2e etappe: Jakub Mareczko
6e etappe: Jakub Mareczko
2007 · 2008 · 2009 · 2010 · 2011 · 2012 · 2013 · 2014 · 2015 · 2016